# Lekande

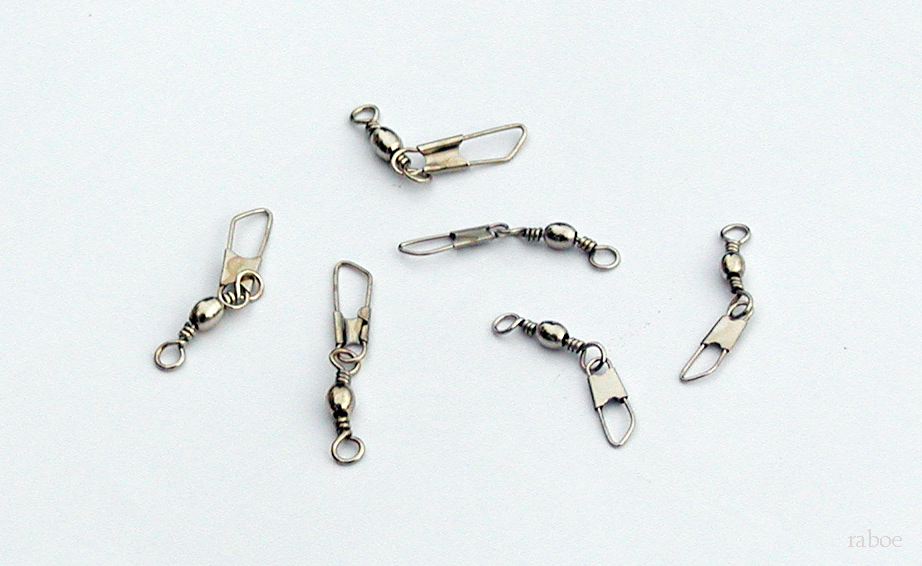
Lekanden

Lekande eller lekare används inom spöfiske för att förhindra att linan tvinnar sig vilket leder till att den blir svagare och trasslar sig lättare. Finns även tre-vägslekanden där man fäster en tyngd eller flöte separat ifrån betet. Lekanden har även en praktisk hake där man kan sätta fast draget, så man slipper knyta om varje gång man byter drag. 
Kullagerlekanden är av bästa kvalitet, men är också dyrast.